# Geoglif
Geoglif je velika oblika ali motiv (navadno daljši od 4 metre), ki ga na tleh ustvarijo trajni elementi pokrajine, kot so kamni, kamniti drobci, gramoz ali zemlja. Pozitivni geoglif nastane z razporeditvijo in poravnavo materialov na tleh na način, ki je podoben petroformam, medtem ko negativni geoglif nastane z odstranitvijo dela naravne površine tal, da se ustvari drugačno obarvana ali teksturirana tla na način, podoben petroglifom.
Geoglifi so na splošno vrsta zemeljske umetnosti, včasih pa tudi skalne umetnosti. Na pobočju hriba je ustvarjena figura, tako da je vidna od daleč.

## Starodavni
Morda so najbolj znani geoglifi Linije Nazca v Peruju. Kulturni pomen teh geoglifov za njihove ustvarjalce ostaja nejasen, kljub številnim hipotezam. Puščavski zmaj v Arabiji, kamnite zgradbe, ki so veliko številčnejše od linij Nazca, veliko obsežnejše na območju, ki ga pokrivajo, in veliko starejše, je opisala kot geoglifi Amelie Sparavigne, profesorica fizike na Politecnico di Torino v Italiji. Uporaba tega izraza za opis teh značilnosti je verjetno netočna, saj je nedavna raziskava pokazala, da večina ni bila zgrajena predvsem kot umetnost, ampak je bila zgrajena za različne namene, vključno s pogrebnimi kraji in pogrebnimi običaji, ki so pomagali pri lovljenju selitve živali ter kot očiščena območja za taborišča, hiše in ograde za živali.
Od 1970-ih so bili na posekanih zemljiščih v amazonskem deževnem gozdu v Braziliji odkriti številni geoglifi, kar je privedlo do trditev o predkolumbovskih civilizacijah. Ondemar Dias je pooblaščen za prvo odkritje geoglifov leta 1977, Alceu Ranzi pa za nadaljnje odkritje po preletu Acre.
Druga območja z geoglifi vključujejo megalite na Uralu, v Južni Avstraliji (Mož iz Marreeja, ki ni starodavno, temveč sodobno umetniško delo, s skrivnostnim izvorom), Zahodna Avstralija in deli puščave Great Basin na jugozahodu Združenih držav. Hribovske figure, labirinti na travi in s kamni obloženi labirinti Skandinavije, Islandije, Laponske in nekdanje Sovjetske zveze so vrste geoglifov.
Južna Anglija ima številne konjske in človeške figure, vrezane v pobočja s kredo. Primeri so Uffingtonski beli konj, Velikan iz Cerne Abbasa, Westburyjski beli konj in Dolgi mož iz Wilmingtona. Nekateri so starodavni, drugi iz zadnjih stoletij.
V Kazahstanu najdemo več kot 50 geoglifov.

## Sodobni
Vsi geoglifi niso starodavni. Gibanje Land Art je ustvarilo številne nove geoglife in druge strukture; morda najbolj znan primer je Spiral Jetty Roberta Smithsona. Številna mesta v zahodnih Združenih državah uporabljajo črke na pobočju (znane tudi kot "gorski monogrami") na hribih nad svojimi lokacijami. Sodobni avstralski kipar Andrew Rogers je ustvaril geoglife po vsem svetu, imenovane Rhythms of Life. Regionalni park You Yangs je dom geoglifa, ki ga je zgradil Rogers v znak priznanja avtohtonim prebivalcem tega območja. Prikazuje Bunjila, mitsko bitje v kulturi lokalnega ljudstva Wautharong Aboriginov.
Geoglifska besedila in slike so pogosti v Srednji in Notranji Aziji, vendar je bilo malo sistematičnih študij o njihovem izvoru in širjenju.
Novejše figure na jugu Anglije, ustvarjene od zgodnjih 1800-ih, so ohranile starodavno tradicijo figur na pobočju iz krede v regiji. Primeri teh so Litlingtonski beli konj, beli konj iz Devizesa, značke Fovant, Cherhillski beli konj in beli konj iz Marlborougha.
V letih 2008–2009 je Alfie Dennen ustvaril Britglyph, lokativni geoglif, osredotočen na umetnost, ki je nastal tako, da so udeleženci po Združenem kraljestvu pustili kamne na zelo specifičnih lokacijah in naložili medije, ustvarjene na vsaki lokaciji. Ko smo jih vzeli skupaj in si jih ogledali na spletni strani glavnega projekta, je nastala podoba ure in verige, ki jo je navdihnil pomorski kronometer H5 Johna Harrisona.
Ljudje so uporabili mobilno aplikacijo STRAVA za ustvarjanje Strava art, virtualnih geoglifov.

## Geoglifi po svetu
| Country    | Geoglif                                                                  |
| ---------- | ------------------------------------------------------------------------ |
| Izrael     | Geoglifi Har Karkom                                                      |
| Anglija    | Uffingtonski beli konj                                                   |
| Anglija    | Westburyjski beli konj                                                   |
| Anglija    | Velikan iz Cerne Abbasa                                                  |
| Anglija    | Dolgi mož iz Wilmingtona                                                 |
| Anglija    | Pewseyjski beli konj                                                     |
| Anglija    | Litlingtonski beli konj                                                  |
| ZDA        | Dolina reke Gila                                                         |
| ZDA        | Kačji nasip                                                              |
| ZDA        | Obraz v Blythe                                                           |
| Peru       | Nazca linije                                                             |
| Peru       | Kandelaber v Paracasu                                                    |
| Brazilija  | Acre geoglifi                                                            |
| Čile       | Atacamski velikan                                                        |
| Bolivija   | Sajama linije                                                            |
| Avstralija | Mož iz Marreeja                                                          |
| Avstralija | Geoglif logotipa Readymix                                                |
| Avstralija | Geoglif Bunjila, Viktorija, Avstralija                                   |
| Indija     | Linije velike indijske puščave, (znane tudi kot Boha geoglifi, Radžastan |

### največji geoglif
V puščavi Thar v Radžastanu v Indiji so raziskovalci odkrili največjo skico ali geoglif na svetu, ki ga je naredil človek. Večja je od linij Nazca v Peruju.
Gre za ogromno spiralno umetniško delo v zaselku Boha, blizu Džaisalmerja, ki se razteza na več kot 1.00.000 kvadratnih metrih. Za ustvarjanje spiralne umetnine je bilo uporabljeno zaporedje geoglifov. Carlo in Uohann Oetheimer iz Francije sta ga prva videla na Google Earth.
Avtorji so izvedli terensko raziskavo formacij v bližini vasi Boha. Tam so našli zaporedje koncentričnih in linearnih struktur. Te značilnosti so dobile ime geoglifi Boha, znani tudi kot Velike indijske puščavske črte. Ocenjujejo, da so geoglifi stari okoli 150 let.